# Meleotegi
Der Meleotegi ist ein osttimoresischer Bach im Suco Eraulo (Verwaltungsamt Letefoho, Gemeinde Ermera).

## Geographie
Der Bach fließt östlich der Orte Kaibui und Darudu und ist ein Zufluss des Gleno. Das Gebiet ist mit immergrünem Bergregenwald bedeckt.
In diesem Gebiet fallen jährlich etwa 2600 mm Regen, wobei die Menge in Trocken- und Regenzeit innerhalb des Jahres stark variiert. Die durchschnittliche Luftfeuchtigkeit beträgt über 70 %, die Spitzenwerte liegen bei über 80 %. Die Durchschnittstemperatur beträgt im Laufe des Jahres 15–25 °C, im Maximum über 30 °C.

## Fauna
Bei Forschungen zur Herpetofauna Osttimors wurden am Meleotegi mehrere Spezies nachgewiesen. Zu den entdeckten Reptilien zählen zwei möglicherweise neue Arten von Regenbogen-Skinken (Carlia), eine der Glatten Nachtskinke (Eremiascincus „Ermera“) und zwei der Waldskinke (Sphenomorphus). Identifiziert wurden darüber hinaus der Timor-Flugdrache (Draco timoriensis), der Eremiascincus timorensis, der Vielstreifen-Skink (Eutropis multifasciata) sowie der Bakhita-Schlangenaugenskink (Cryptoblepharus Bakhita). Geckos und Schlangen fehlen überraschenderweise in diesem Lebensraum.
Zu den bekannten lokalen Amphibien gehören die Schwarznarbenkröte (Bufo melanostictus), der Timorfrosch (Limnonectes timorensis) und der Everett-Laubfrosch (Litoria everetti). Auch eine möglicherweise bisher noch nicht beschriebene Art der Gattung der Reisfrösche (Fejervarya) wurde hier 2012 gefunden.